# Miss Costa Rica 2022
Miss Costa Rica 2022 fue la 67.ª edición del Certamen Nacional de Belleza de Costa Rica. La ganadora de esta edición fue elegida después de una variedad de competencias realizadas. La noche final se llevó a cabo el 28 de septiembre del 2022. El top final fue compuesto por María Fernanda Rodríguez Ávila, Kristell Ruiz Freeman y Mariella Conejo Alvarado. Al final de la velada, María Fernanda Rodríguez Ávila fue coronada como la nueva Miss Costa Rica, convirtiéndose automáticamente en la representante de Costa Rica en el Miss Universo 2022. El show fue transmitido por Teletica.

## Antecedentes
Luego de la cancelación de la edición 66.ª del concurso debido a la pandemia de COVID-19, coronando como ganadora Valeria Rees por decreto. El 11 de mayo empezó el proceso de selección del cuadro de chicas que participarían en la edición 2022 mediante la apertura de inscripciones abiertas.
El 6 de junio se llevó a cabo la fase preliminar del certamen, con alrededor de 30 candidatas. El 16 de junio se presentaron a las 10 candidatas oficiales a ser coronadas Miss Costa Rica en el programa vespertino de Teletica 7 estrellas.

## Cuadro final
| Título        | Candidata                           |
| ------------- | ----------------------------------- |
| Ganadora      | Alajuela - María Fernanda Rodríguez |
| 1.ª Finalista | Limón - Kristell Ruiz               |
| 2.ª Finalista | San José - Mariella Conejo          |

## Candidatas
Estas fueron las candidatas:
| Candidata                      | Representación | Edad | Estatura (m)   | Profesión                        |
| ------------------------------ | -------------- | ---- | -------------- | -------------------------------- |
| Mariela Conejo Benavides       | San José       | 27   | 1,75 m (5′ 9″) | Veterinaria                      |
| Kristel Gómez Ortiz            | Heredia        | 27   | 1,70 m (5′ 7″) | Administradora de Empresas       |
| Devy Gónzales Jaén             | San José       | 28   | 1,72 m (5′ 8″) | Licda en Finanzas                |
| Ana Valeria Martínez Porras    | San José       | 20   | 1,73 m (5′ 8″) | Estudiante de Ciencias Políticas |
| Pamela Muñoz Morales           | San José       | 27   | 1,74 m (5′ 9″) | Periodista                       |
| Michelle Porras Calderón       | Cartago        | 26   | 1,69 m (5′ 7″) | Estudiante de Mercadeo           |
| Tanaysha Robbison Koshny       | Heredia        | 22   | 1,76 m (5′ 9″) | Estudiante de Odontología        |
| Nancy Rodríguez Masís          | Alajuela       | 20   | 1,69 m (5′ 7″) | Profesora de Ciencias            |
| Kristell Ruiz Freeman          | Limón          | 25   | 1,68 m (5′ 6″) | Periodista                       |
| María Fernanda Rodríguez Ávila | Alajuela       | 24   | 1,70 m (5′ 7″) | Ingeniera Cívil                  |